# Kayden Kross

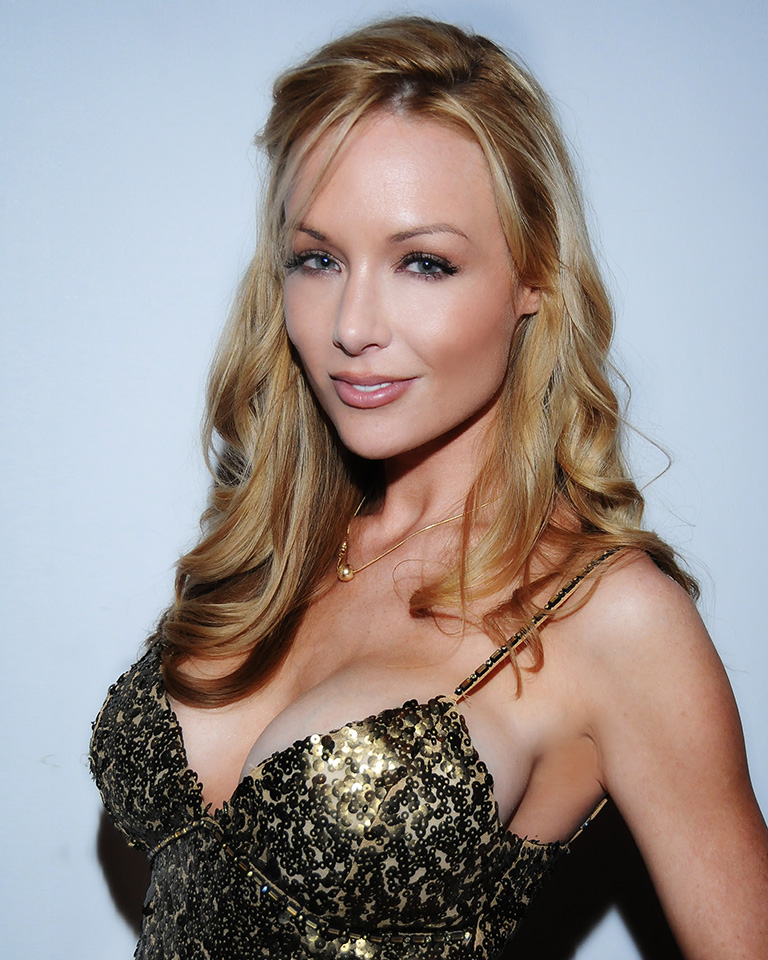
Kayden Kross v roce 2015

Kayden Kross (* 15. září 1985 Sacramento, Kalifornie) je americká pornografická herečka švédského původu.

## Životopis
Narodila se 15. září 1985 v Sacramentu v Kalifornii. Promovala na Kalifornské státní univerzitě v Sacramentu. Od roku 2012 chodí s Manuelem Ferrarou.
V lednu 2014 se jí narodila dcera. Momentálně se věnuje psaní (2012).

## Kariéra
Začínala jako striptérka v baru, když byla na střední škole. Sama o sobě prohlašovala, že je outsider. Později si ji však vyhlédl agent a nabídl jí natáčení erotických filmů. V lednu 2011 byla jmenovaná jako jedna z 12 největších hvězd v pornu podle CNBC. Získala několik ocenění a za svou kariéru natočila více než 120 filmů. Patří mezi nejlépe vydělávající americké pornoherečky.